# 유쾌한 스튜디오
《유쾌한 스튜디오》는 1984년 10월 25일부터 1993년 10월 17일까지 방송되었던 예능 프로그램으로, KBS의 가족오락관하고 쌍벽을 이루었다.

## 기획 의도
유쾌한 장기자랑, 퀴즈 대결, 단체 콩트 등을 엮는 화제의 스타 인물들의 다양한 주제의 프로그램을 담는 예능 프로그램이다.

## 역대 방송시간
- 1984년 10월 25일 ~ 1986년 4월 17일 : 매주 목 저녁 7:10 ~ 8:00
- 1986년 4월 29일 ~ 10월 28일 : 매주 화 저녁 7:10 ~ 8:00
- 1986년 11월 12일 ~ 1987년 4월 8일 : 매주 수 저녁 7:10 ~ 8:00
- 1987년 4월 25일 ~ 5월 17일 : 매주 목 저녁 7:10 ~ 8:00
- 1987년 5월 26일 ~ 8월 11일 : 매주 화 저녁 7:10 ~ 8:00
- 1987년 8월 28일 ~ 10월 9일 : 매주 금 저녁 7:10 ~ 8:00
- 1987년 10월 15일 ~ 1990년 4월 26일 : 매주 목 저녁 7:10 ~ 8:00
- 1990년 5월 5일 ~ 10월 13일 : 매주 토 저녁 5:10 ~ 6:05
- 1990년 10월 20일 ~ 1991년 4월 20일 : 매주 토 저녁 6:05 ~ 7:00
- 1991년 4월 23일 ~ 10월 1일 : 매주 화 저녁 7:15 ~ 8:00
- 1991년 10월 13일 ~ 1993년 10월 17일 : 매주 일 오전 10:00 ~ 11:00

## 역대 진행자
- 배일집, 김진아 : 1984년 10월 25일 ~ 12월 27일
- 배일집, 송옥숙 :  1985년 1월 10일 ~ 4월 25일
- 이택림, 정영순 : 1985년 5월 2일 ~ 10월 17일
- 이택림, 김보경 : 1985년 10월 24일 ~ 1986년 4월 17일
- 이택림, 이수정 : 1986년 4월 24일 ~ 7월 1일
- 이택림, 임성희 : 1986년 7월 8일 ~ 1987년 2월 25일
- 이택림, 전미선 : 1987년 3월 4일 ~ 10월 9일
- 강석, 왕수현 : 1987년 10월 16일 ~ 1988년 5월 6일
- 주병진, 김도연 1988년 5월 13일 ~ 1989년 4월 13일
- 주병진, 안숙진 1989년 4월 20일 ~ 1990년 4월 26일
- 서세원, 노사연 1990년 5월 5일 ~ 1991년 4월 20일
- 정한용, 왕영은 1991년 4월 23일 ~ 10월 1일
- 이상벽, 김성령 1991년 10월 13일 ~ 1992년 4월 5일
- 이상벽, 김혜리 1992년 4월 12일 ~ 1993년 5월 30일
- 김승현, 김혜리 : 1993년 6월 13일 ~ 10월 17일

## 같이 보기
관련 항목
- 오락

방송 프로그램
- 두뇌왕 아인슈타인 (KBS 2TV)
- 퀴즈 천하통일 (EBS TV)
- 진실게임 (SBS TV)

## 결방 및 편성 변경 안내
1980년대 당시에 매주 저녁 시간대를 잦은 방송되지 않는 경우도 많았다.

## 지역 자체방송
1986년 11월 이전까지 경상남도 서부지역, 제주도, 강원도 영동 지역은 시청이 가능하지만
대구 및 경상북도, 충청남도, 충청북도, 울산, 전라북도, 강원도 춘천에서는
시청이 불가능했다. 1986년 11월 이후 방송 시간 이동으로 전국 편성시간대가 되었다.

## 참고 사항
초창기에 높은 시청률로 인기를 누렸으나 1991년 가을 개편 당시 일요일 오전 10시대로 시간대가 변경되었다가 소재 고갈 및 시청률 하락의 암초에 걸리게 되면서 1993년 10월 17일에 가을 개편으로 폐지되었다.